# Franz Peter
Franz Peter, avstro-ogrski častnik, vojaški pilot in letalski as, * 8. oktober 1896, Dunaj, † 1968 Varšava.
Nadporočnik Peter je v svoji vojaški službi dosegel 6 zračnih zmag.

## Življenjepis
Med prvo svetovno vojno je bil pripadnik Flik 3J.

## Odlikovanja
- red železne krone 3. razreda
- vojaški zaslužni križec 3. razreda
- srebra medalja za hrabrost (3x)
- srebrna in bronasta vojaška zaslužna medalja